# Nederlandse gemeenteraadsverkiezingen 2018
De Nederlandse gemeenteraadsverkiezingen in 2018 waren reguliere gemeenteraadsverkiezingen in Nederland. Zij werden gehouden op 21 maart 2018 in 335 (van de 380) gemeenten.

## Gemeenten zonder verkiezingen

### Herindeling
In de volgende gemeenten werden op 21 maart 2018 geen reguliere gemeenteraadsverkiezingen gehouden omdat zij recent betrokken (geweest) waren bij een herindelingsoperatie:
- Herindeling per 1 januari 2016

In de gemeente Edam-Volendam waren verkiezingen gehouden op 18 november 2015.
- Herindeling per 1 januari 2017

In de gemeente Meierijstad waren verkiezingen gehouden op 23 november 2016.
- Herindeling per 1 januari 2018

In de gemeenten Leeuwarden, Midden-Groningen, Súdwest-Fryslân, Waadhoeke, Westerwolde en Zevenaar waren verkiezingen gehouden op 22 november 2017.
- Herindeling per 1 januari 2019

In de gemeenten Altena, Beekdaelen, Groningen, Haarlemmermeer, Het Hogeland, Hoeksche Waard, Molenlanden, Noardeast-Fryslân, Noordwijk, Vijfheerenlanden, West Betuwe en Westerkwartier zijn verkiezingen gehouden op 21 november 2018.

### Openbaar lichaam
De openbare lichamen Bonaire, Saba en Sint Eustatius (Caribisch Nederland) functioneren als bijzondere gemeenten binnen Nederland. De eerstvolgende met gemeenteraadsverkiezingen vergelijkbare Eilandsraadsverkiezingen zijn gehouden op dezelfde dag als de Provinciale Statenverkiezingen, 20 maart 2019.

## Opkomst
| 2018              | # stemmen  | %     |
| ----------------- | ---------- | ----- |
| Kiesgerechtigden  | 12.461.540 |       |
| Niet opgekomen    | 5.611.752  | 46,03 |
| Opkomst           | 6.849.788  | 54,97 |
| Ongeldige stemmen | 26.227     | 0,38  |
| Blanco stemmen    | 31.857     | 0,47  |
| Geldige stemmen   | 6.791.704  | 99,15 |

## Landelijke uitslagen
| Partij          | % stemmen | Aantal zetels |
| --------------- | --------- | ------------- |
| lokale partijen | 28,65     | 2.612         |
| VVD             | 13,50     | 1.131         |
| CDA             | 13,41     | 1.293         |
| D66             | 9,18      | 602           |
| GL              | 8,87      | 527           |
| PvdA            | 7,52      | 549           |
| SP              | 4,44      | 285           |
| CU              | 3,83      | 303           |
| SGP             | 1,90      | 173           |
| PVV             | 1,39      | 75            |
| PvdD            | 1,19      | 30            |
| DENK            | 1,04      | 24            |
| 50PLUS          | 0,82      | 33            |
| FVD             | 0,29      | 3             |

De bovenstaand vermelde landelijke partijen namen niet in alle gemeenten deel aan de verkiezingen.

## Gemeentelijke formaties
Het duurde gemiddeld 64 dagen om na de gemeenteraadsverkiezingen van 2018 een college te formeren (ten opzichte van 49 in 2014).